# Iran op de Olympische Winterspelen 1972
Tijdens de Olympische Winterspelen van 1972, die in Sapporo (Japan) werden gehouden, nam Iran voor de vierde keer deel.

## Deelnemers en resultaten

### Alpineskiën
| Olympiër                | Discipline       | Resultaat | Prestatie                        |
| ----------------------- | ---------------- | --------- | -------------------------------- |
| Fayzollah Bandali       | afdaling (m)     | 54e       | 2.18,19 (+26,76)                 |
| Fayzollah Bandali       | reuzenslalom (m) | 40e       | 4.04,14 (+54,52) 1.55,72+2.08,42 |
| Fayzollah Bandali       | slalom (m)       | 32e       | 2.32,75 (+43,48) 1.18,14+1.14,61 |
| Gorban Ali Kalhore      | afdaling (m)     | 55e       | 2.20,98 (+29,55)                 |
| Gorban Ali Kalhore      | reuzenslalom (m) | dq        | diskwalificatie                  |
| Gorban Ali Kalhore      | slalom (m)       | 33e       | 2.37,53 (+48,26) 1.18,34+1.19,19 |
| Lotfollah Kia Shemshaki | afdaling (m)     | 53e       | 2.16,14 (+24,71)                 |
| Lotfollah Kia Shemshaki | reuzenslalom (m) | 43e       | 4.06,21 (+56,59) 2.07,26+1.58,95 |
| Lotfollah Kia Shemshaki | slalom (m)       | dnf       | opgave                           |
| Ali Saveh Shemshaki     | afdaling (m)     | 52e       | 2.11,29 (+19,86)                 |
| Ali Saveh Shemshaki     | reuzenslalom (m) | 44e       | 4.06,88 (+57,26) 2.08,05+1.58,83 |
| Ali Saveh Shemshaki     | slalom (m)       | dq        | diskwalificatie                  |

Argentinië · Australië · België · Bondsrepubliek Duitsland · Bulgarije · Canada · Duitse Democratische Republiek · Filipijnen · Finland · Frankrijk · Griekenland · Groot-Brittannië · Hongarije · Iran · Italië · Japan · Joegoslavië · Libanon · Liechtenstein · Mongolië · Nederland · Nieuw-Zeeland · Noord-Korea · Noorwegen · Oostenrijk · Polen · Roemenië · Sovjet-Unie · Spanje · Taiwan · Tsjecho-Slowakije · Verenigde Staten · Zuid-Korea · Zweden · Zwitserland